# Семёновка (городской округ Славгород)
Семёновка — село в Алтайском крае России. Входит в городской округ город Славгород.

## История
Основано в 1909 году. Село относилось к Славгородскому приходу (Славгород, Барнаульский уезд). В этом же году закончили строительство церкви во Имя Святителя и Чудотворца Николая. Храм не сохранился, был возведен вновь в 1978 году.
В 1928 году состояло из 131 хозяйства в составе Веселовского сельсовета Славгородского района Славгородского округа Сибирского края. В 1928 году проживало 663 человека (319 мужчины и 344 женщины), основное население — украинцы.

## Население
| 1997 | 1998 | 1999 | 2000 | 2001 | 2002 | 2003 |
| ---- | ---- | ---- | ---- | ---- | ---- | ---- |
| 1072 | ↘980 | ↘956 | ↘905 | ↗934 | ↘917 | ↗923 |
| 2004 | 2005 | 2006 | 2007 | 2008 | 2009 | 2010 |
| ↗926 | ↘886 | ↘876 | ↘872 | ↘864 | ↗882 | ↘743 |
| 2011 | 2012 | 2013 |      |      |      |      |
| →743 | ↘738 | ↘705 |      |      |      |      |